# Franz Xaver Schwarz

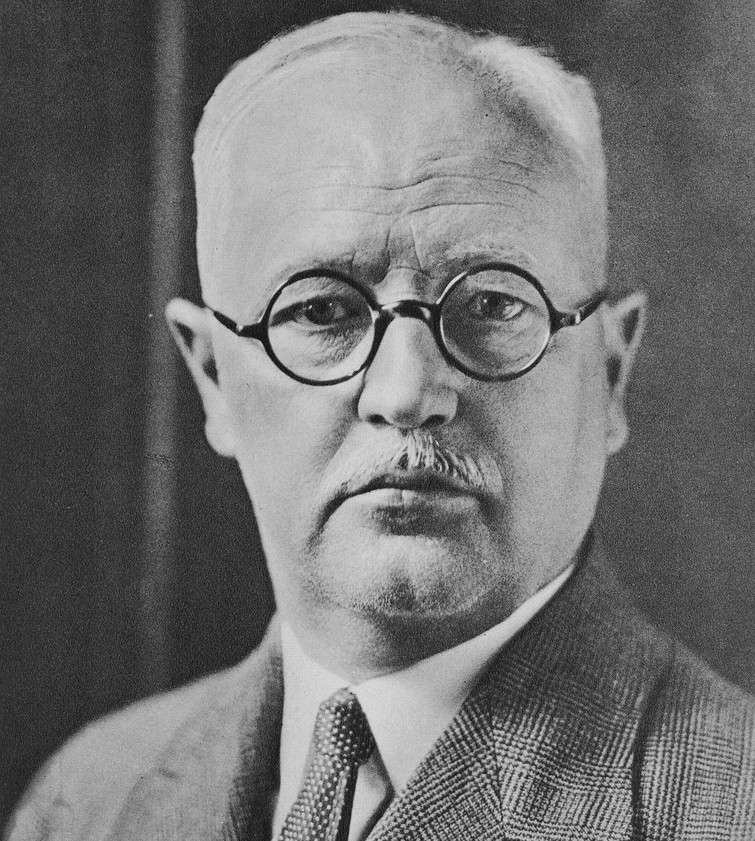
Franz Xaver Schwarz

Franz Xaver Schwarz (27 de novembro de 1875 - 2 de dezembro de 1947) foi um oficial de alto escalão do Partido Nazista alemão que serviu como Reichsschatzmeister (Tesoureiro Nacional) do Partido durante a maior parte de sua existência. Ele também foi um dos membros de mais alto escalão da Schutzstaffel (SS).

## Início da vida
Schwarz nasceu em Günzburg, o sétimo de oito filhos de um mestre padeiro e sua esposa. Ele foi educado até o ensino médio na escola de treinamento vocacional de Günzburger. Schwarz casou-se com Berta Breher em 26 de agosto de 1899. De 1900 a 1924, exceto nos anos de guerra de 1914 a 1918, ele trabalhou como "funcionário administrativo" no governo da cidade de Munique. Durante a Primeira Guerra Mundial, Schwarz serviu como subtenente (Feldwebelleutnant) no Exército Imperial Alemão. Ele serviu brevemente como líder de pelotão, mas devido a problemas gástricos que o afligiram por toda a vida, ele foi poupado do serviço de campo a partir de janeiro de 1916. Ele foi dispensado do serviço ativo no final da guerra, recebeu uma pensão de invalidez de guerra de 30%, foi colocado na reserva e comissionado como Leutnant em 1920. Schwarz foi trabalhar como administrador na Câmara Municipal de Munique. Em 1919, Schwarz ingressou na Deutschvölkischer Schutz- und Trutzbund, a maior e mais influente organização anti-semita da República de Weimar.

## Carreira no Partido Nazista
Schwarz ingressou no Partido Nazista em 1922 e participou do fracassado Putsch da Cervejaria de novembro de 1923. Quando o Partido foi banido pelo governo alemão, Schwarz se juntou à Grande Comunidade Popular Alemã, uma organização de fachada nazista com sede em Munique. Ele serviu como tesoureiro de seu conselho de administração de 9 de julho de 1924 até sua dissolução.
Com o restabelecimento do Partido Nazista em 27 de fevereiro de 1925, Schwarz imediatamente voltou e tornou-se membro do partido número seis. Ele deixou seu emprego como contador na Prefeitura de Munique para se tornar o tesoureiro em tempo integral do Partido Nazista em 21 de março de 1925.  Ele reconstruiu as funções financeiras e administrativas do partido. Foi Schwarz quem levantou o dinheiro para a publicação do livro de Adolf Hitler, Mein Kampf. Em abril-maio de 1930, Schwarz negociou a compra da sede do partido, a Brown House em 45 Brienner Straße em Munique. De dezembro de 1929 a outubro de 1934, Schwarz foi vereador em Munique.  De 16 de setembro de 1931 em diante, Hitler concedeu a Schwarz poderes plenipotenciários sobre todos os assuntos financeiros do Partido Nazista.
Após a tomada do poder pelos nazistas, Schwarz foi eleito para o Reichstag em março de 1933, pelo distrito eleitoral 26, na Francônia, e serviu até a queda do regime nazista. Em 2 de junho de 1933, ele também foi nomeado Reichsleiter (Líder do Reich), o segundo posto político mais alto do Partido Nazista.  Em 2 de outubro de 1933, Schwarz foi nomeado membro da Academia de Direito Alemão em sua reunião inaugural.  Hitler compareceu à celebração do 60º aniversário de Schwarz em 27 de novembro de 1935.  O testamento de Hitler, datado de 2 de maio de 1938 (que deixou toda a sua fortuna para o partido) incluía a disposição de que fosse aberto na presença de Schwarz.
Além do tesouro do partido (em grande parte baseado nas taxas de filiação), Schwarz foi responsável pela atribuição central dos números únicos de filiação do NSDAP. Quando os membros morriam ou paravam de pagar as taxas, os números antigos não eram liberados para novos membros. Se os membros antigos cobrassem suas dívidas mais tarde, um novo número de partido seria atribuído. O Partido Nazista tinha 8,5 milhões de membros nos livros em 1945.  Schwarz era considerado um administrador capaz que geralmente se mantinha fora da política partidária.

## Membros da SA e SS

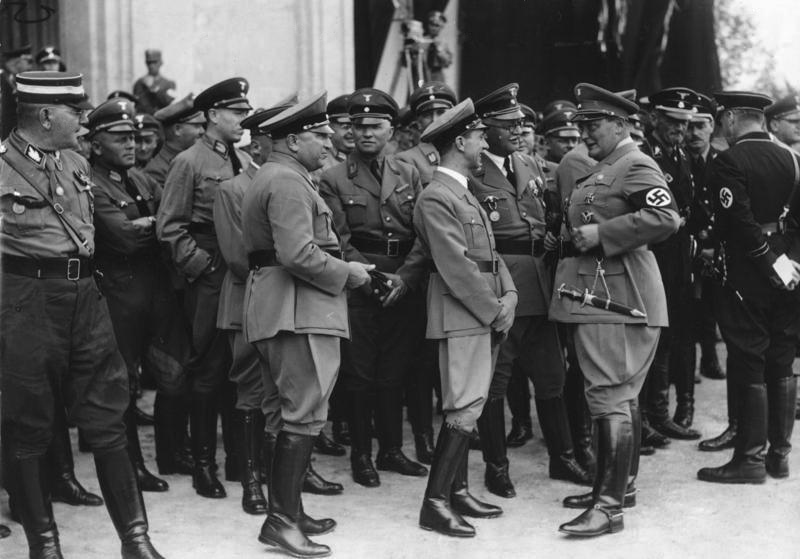
Rally de Nuremberg 1936. Hermann Göring está conversando com Joseph Goebbels e Franz Xaver Schwarz. À esquerda de Goebbels está Robert Ley, que junto com Göring, foi acusado nos Julgamentos de Crimes de Guerra de Nuremberg de crimes contra a humanidade.

Em 18 de dezembro de 1931, Schwarz foi nomeado Gruppenführer na Sturmabteilung (SA), a organização paramilitar nazista. Em junho de 1932, Schwarz ingressou na Schutzstaffel, também como Gruppenführer, com o número de membro da SS 38 500. Em 1º de julho de 1933, ele foi promovido a SS-Obergruppenführer. Em 9 de novembro de 1933, seu posto de SA foi elevado para Obergruppenführer também. Finalmente, em 20 de abril de 1942, ele foi promovido ao recém-criado posto de SS-Oberst-Gruppenführer, tornando-se uma das quatro únicas pessoas a ocupar o posto.
Em 5 de junho de 1944, Schwarz recebeu um alto prêmio militar, a Cruz de Mérito de Guerra, 1ª classe com Espadas (Kriegsverdienstkreuz 1. Klasse mit Schwertern) por Hitler por seu trabalho durante os ataques aéreos de Munique de 24 a 25 de abril daquele ano. Além disso, Schwarz liderou um batalhão Volkssturm em Grünwald no final da guerra. Ele foi preso pelos americanos e internado no Camp Ashcan.

## Morte
Schwarz morreu em outro campo de internamento aliado perto de Regensburg em 2 de dezembro de 1947, devido a problemas gástricos recorrentes. Ele tinha 72 anos. Em setembro de 1948, Schwarz foi postumamente classificado pelo tribunal de desnazificação de Munique como um "grande infrator" e todos os seus bens foram confiscados.